# Strzelewo (województwo zachodniopomorskie)
Strzelewo – wieś sołecka w Polsce, położona w województwie zachodniopomorskim, w powiecie goleniowskim, w gminie Nowogard.
W latach 1945–54 istniała gmina Strzelewo. W latach 1975–1998 miejscowość położona była w województwie szczecińskim.